# 米原汚水タンク殺人事件
米原汚水タンク殺人事件（まいばら おすいタンクさつじんじけん）とは、2009年6月に滋賀県米原市で発生した殺人事件。裁判員裁判の審理期間が約1ヶ月と当時としては異例の長期審理として注目された他、公判の一部が「公序良俗に反する恐れがある」として非公開になったことでも注目された。

## 概要
2009年6月12日午前6時頃、滋賀県米原市伊吹の屎尿処理用タンク槽内から会社員の女性（当時28歳）の死体が汚泥を汲み取っていた作業員によって発見された。被害者の女性は6月10日午後8時頃に退社する姿が目撃されたのを最後に消息不明になっていたため、家族が捜索願を提出していた。
発見時、被害者は作業服姿で左後頭部が陥没骨折しており、頭部の他に顔にも鈍器で殴打された傷があった。また、現場からは被害者の毛髪や化粧品、金槌と携帯電話が発見された。
司法解剖の結果、死因はタンク内の汚泥を吸引したことによる窒息死で、死亡推定時刻は6月11日午後8時頃と判明した。
被害者は普段、マイカーで通勤していたが、事件当日は通勤中に故障したため、母親に送迎してもらって出勤していた。その後、マイカーを修理に出して午後8時頃に勤務先で目撃されたのを最後に行方が分からなくなっていた。

## 捜査
滋賀県警察刑事部捜査第一課と米原警察署は殺人事件と断定して米原警察署に捜査本部を設置した。現場の状況や屎尿処理用タンク槽の場所を知っている地元住民が少ないことから、土地勘のある人物が被害者に対して執拗な暴行を加えて瀕死状態にした後、屎尿処理用タンク槽内に投げ込んだと見て捜査を開始した。併せて被害者の交友関係や携帯電話の履歴を調べたところ、被害者と同じ勤務先で交際を巡ってトラブルになっていた男が捜査線に浮上。
2009年6月19日、米原警察署捜査本部は被害者の勤務先の上司の男（当時40歳）を殺人容疑で逮捕した。被害者は男と交際をしていたが、男には妻子ある身だったため、不倫関係となっていた。事件前には男の暴力に怯えていたため、被害者は「日常的に暴力を振るわれている。怖い」と同僚に相談していた。
男は被害者が行方不明になる当日、午前中は出勤していたが、午後には半休を取って退社をしておりアリバイがなかった。また、男は被害者の遺体が発見された翌日の13日に自家用車の修理を長浜市の自動車販売会社に依頼していたことが判明（15日に依頼を取りやめ）。自家用車はフロントガラスとバックミラーが破損しており、車内には人が争った形跡があった。
自家用車を調べたところ、車内から血痕が見つかり、被害者のDNAと一致。また、被害者が退社してから消息不明になる直前に事件現場近くで男と会っていたことも判明した。
2009年7月9日、大津地検は男を殺人罪で起訴した。男は逮捕当時から「まったく身に覚えがない。事件には関係がない」と全面否認をしていたが、大津地検は「客観的証拠は十分にある」として起訴に踏み切った。

## 刑事裁判

### 第一審・大津地裁
公判前整理手続が行われ、争点が犯人性に絞られた。また、弁護側は「供述調書は捜査側に都合よく作られる恐れがあり、本人が直接裁判員に語りかける」として供述調書を1枚も作成しなかったため、被告人が裁判員に直接証言する方式で公判を進めると明らかにした。
2010年11月4日、大津地裁（坪井祐子裁判長）で裁判員裁判の初公判が開かれ、被告人は「公訴事実は違います。私は被害者を殺していません」と述べて起訴事実を全面否認、無罪を主張した。冒頭陳述で検察側は2人の交際トラブル、被告人の自家用車の血痕及び車両に関する目撃証言など状況証拠を次々と挙げて「犯人だからこそ、としか考えられないウソを捜査段階などについた」と指摘した。一方、弁護側は「事件前、仕事のいざこざで不安定になっていた被害者を、被告人は励ました。殺害の動機がない」などと述べて無罪を主張した。
同日の公判では、被害者の司法解剖を行った医師の証人尋問が行われ、被害者の殴打された痕について「頭は20回以上、（防ごうとした）左右の手（の傷）を含めると30回以上」と証言。また、遺体の状況から被害者が現場近くの草むら付近で殴打された後、タンクまで引きずられたと推察される、と述べた。
2010年11月12日、午前中に被告人質問が行われたが、大津地裁は「公序良俗に反する恐れがある」として非公開にした。
午後、被告人の自家用車の血痕を鑑定した鑑定人が証人として出廷し、左後輪内側のブレーキドラム2ヶ所に付着した血痕について、被告人が被害者が蹴って血痕が付着したという主張は「蹴って付いた可能性は考えにくい」と証言した。一方で助手席シートなどに数ヶ所付着していた血痕について「被害者や私の鼻血など」とする被告人の主張については「矛盾しない」と述べた。
2010年11月15日、被害者の友人2人に対する証人尋問が行われ、1人は被害者が「車内のシートに押し倒されたり、殴られたり、首を絞められたりしたと聞いた」と証言した。もう1人は被害者が「浮気もんの頭ぶちぬかな治らんわ」と被告人を罵るメールを受信していたことも証言した。
一方、被告人は被害者に対する暴力について「どうしてもヒステリックになってしまうので、なだめるのに体を押さえつけることもあった」と述べて被害者に対する暴力を否定した。その上で「数時間か、長くても1日か2日で機嫌が直る」と説明した。
2010年11月18日、被害者の妹と母親が証人出廷し、被告人が2008年末に被害者が父親と喧嘩をしたと述べたことについて「（喧嘩相手が）父親と出た時点でうそだと思いました」と指摘した。その上で「なんで犯人が描くストーリーに翻弄されなければならないのか」と非難した。
妹も「被告は言っていることがおかしい。姉は自分で主張するので、職場で数人に囲まれていじめられるわけがない。腹が立って聞いていられませんでした」と主張した。また、母親は「犯人には極刑を望む以外はない。自白も反省もなくうそばかりついている。一生かけて罪を償ってほしいと思います」として被告人に死刑を求めた。
2010年11月22日、論告求刑公判が開かれ、検察側は「鈍器でめった打ちにするなど残忍極まりなく反省も皆無」として被告人に無期懲役を求刑した。同日の最終弁論で弁護側は「殺害する動機はなく被告の行動には十分な合理性がある」として改めて無罪を主張して結審した。
2010年12月2日、大津地裁（坪井祐子裁判長）で裁判員裁判の判決公判が開かれ「被告の供述は不自然・不合理で信用できない。弁護人の主張も抽象的で、（事実である）可能性は著しく低い」として懲役17年の判決を言い渡した。判決では犯行時間帯に被告人と被害者が会っていたこと、殺害現場付近で被告人の自家用車に似た車両が目撃されたことなどを挙げて「被告が犯人であることは明らか」として被告人が犯人であると結論付けた。
その上で量刑について「不合理な弁解を重ねた上に反省が見られず、責任は重い」としながら「計画性は認められず、無期懲役がふさわしいとは評価できない」として懲役17年が相当とした。弁護側は判決を不服として即日控訴した。

### 控訴審・大阪高裁
2011年10月7日、大阪高裁（古川博裁判長、松本芳希裁判長代読）は「車の血痕は殺害に至る一連の暴行で付着したと認められ、被告が犯人であると強く推認できる」として一審・大津地裁の懲役17年の判決を支持、弁護側の控訴を棄却した。弁護側は判決を不服として上告した。

### 上告審・最高裁第三小法廷
2013年2月4日、最高裁第三小法廷（大谷剛彦裁判長）は弁護側の上告を棄却する決定を出したため、懲役17年の判決が確定した。

## 冤罪の主張
遺体の状況からすると犯人が返り血を相当量浴びている可能性がきわめて高いにも関わらず、男が犯行後に座った運転席周辺から血液反応は一切出ていない。加えて、被害者は男の車の横で頭部を鈍器で乱打されたとされているにもかかわらず、車体から被害者の血液が検出されたのは、助手席と左後輪内側ブレーキドラムのみであった。公判で男は助手席の血痕は自分と被害者の鼻血や経血であり、ブレーキドラムの血痕は被害者がタイヤ交換をした際に付いたものであると主張したが、判決ではそれらの主張は退けられている。